# ایدائا (مادر شاه توسر)
ایدائا (انگلیسی: Idaea of Troad) به معنی او که از ایدا می‌آید یا او که در ایدا زندگی می‌کند) در اسطوره‌شناسی یونانی یک نیمف، احتمالاً از کوه ایدا (ترکیه) در منطقه باستانی ترواد در غرب آناتولی بود. در ترکیه امروزی. او مادر توسر، از طریق شوهرش خدای رودخانه اسکامندر بود، که اولین کسی بود که به عنوان پادشاه بر منطقه ای که بعداً به نام تروآ (شهر) شناخته شد، حکومت کرد.